# Charles Lynch (godsägare)
För andra personer med samma namn, se Charles Lynch.
Charles Lynch, född 1736, död 29 oktober 1796, var en plantageägare i delstaten Virginia och ledamot i delstatssenaten som deltog i Amerikanska frihetskriget. 
Han har gett namn åt lynchning.

## Biografi
Lynch deltog på den patriotiska sidan under amerikanska revolutionen och ledde då en ståndrätt som bestraffade lojalister med piskning eller hängning. 
Den ståndrätt Lynch organiserade var en frivillig sammanslutning "till bekämpande av den laglöshet, som under befrielsekriget gripit omkring sig". För brott misstänkta greps och ställdes inför en domstol bestående av honom och hans närmaste grannar, och de, som befanns skyldiga, bands vid ett träd på hans plantage och piskades eller så hängdes de upp i trädet. Dylika organisationer för självtagen rättsskipning hade emellertid förekommit redan tidigare i de osäkra gränsdistrikten; och varför denna anordning kommit att anknytas till Lynchs namn är fortfarande okänt.